# Economia de l'Iran

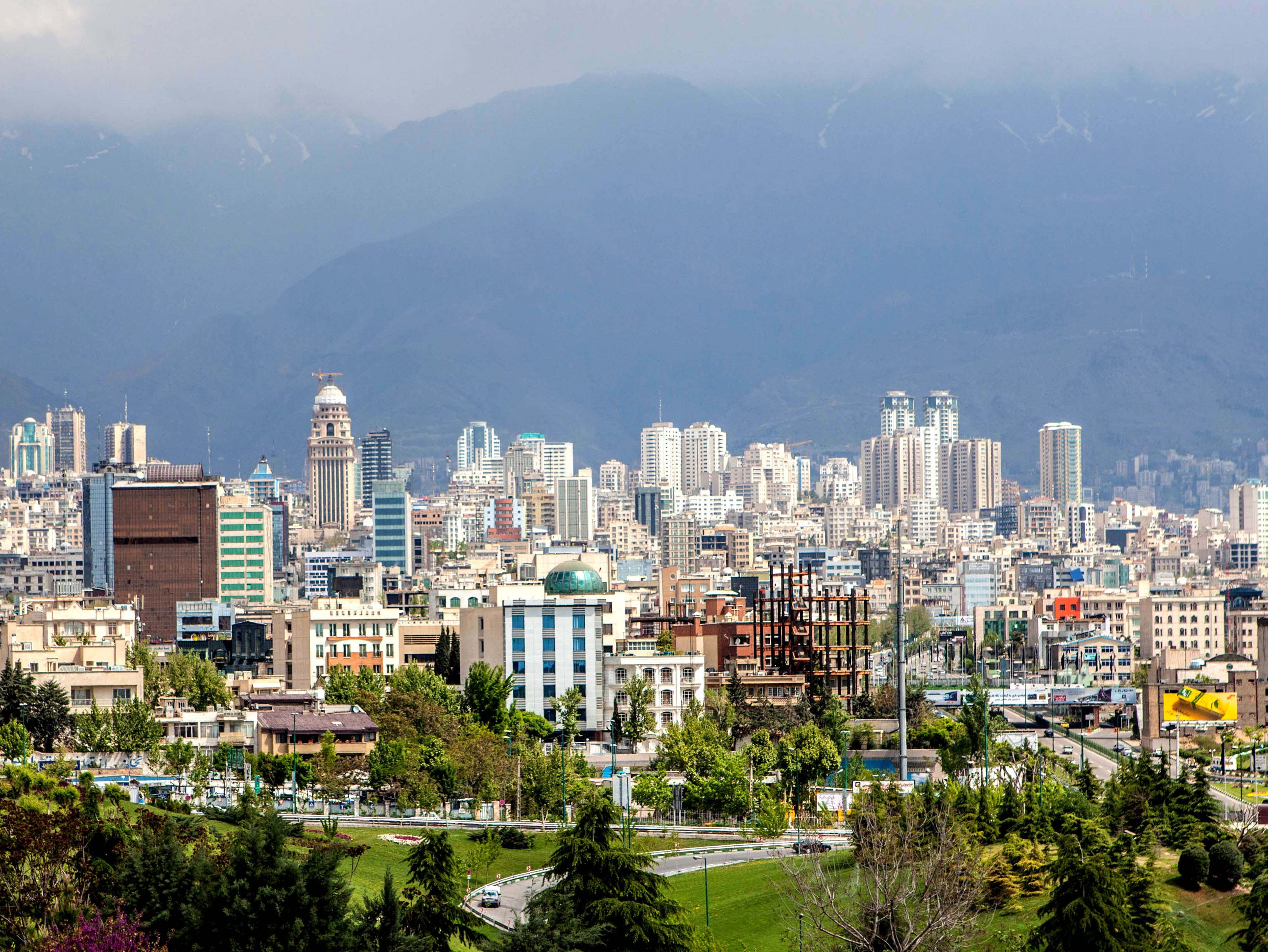
Teheran.

L'economia de l'Iran és una economia de transició on un creixement de força laboral contínuament fort no porta aparellat un creixement econòmic real el que porta el nivell de desocupació a un nivell considerablement més alt que les estimacions oficials d'11%. Segons els experts, el creixement econòmic anual per sobre del 5% és el que es necessitaria per mantenir el ritme de 900.000 nous treballadors cada any.
Aquesta economia està marcada per un sector públic ineficient, la dependència del sector petrolier (que proporciona el 85% dels ingressos del govern) i polítiques estatals que creen grans distorsions. L'explotació del petroli en el segle XX ha provocat que tant l'extracció del cru, el seu refinament i l'elaboració de productes derivats, sigui la principal font de riquesa del modern Iran. El golf Pèrsic conté els dos terços de les reserves mundials de petroli lleuger. Per a l'any 2005 s'estimava que era el cinquè país productor de petroli, amb uns 3.979.000 de barrils calculats per dia. L'Estat és el propietari d'aquests recursos petrolífers, per la qual cosa en part l'economia iraniana és planificada.
En gener de 2012, la Unió Europea va prendre la decisió de deixar d'importar petroli iranià a partir de l'estiu com a pressió contra el desenvolupament nuclear a l'Iran, al que aquest país va respondre amb l'amenaça de tallar el subministrament de petroli a la UE de manera immediata.